# Lecznica weterynaryjna
Lecznica weterynaryjna - zgodnie z Ustawą z dnia 18 grudnia 2003 r. o zakładach leczniczych dla zwierząt jeden z zakładów leczniczych dla zwierząt. Lecznicą weterynaryjną kieruje lekarz weterynarii posiadający prawo wykonywania zawodu lekarza weterynarii oraz co najmniej 2-letni okres pracy w zawodzie lekarza weterynarii.
Lecznica weterynaryjna musi być wyposażona w:
- pomieszczenie do stacjonarnego leczenia, obserwacji i izolacji zwierząt dostosowane do gatunków leczonych zwierząt;
- pokój przyjęć z poczekalnią;
- aparaturę i sprzęt dostosowane do zakresu świadczonych usług weterynaryjnych;
- salę zabiegowo-operacyjną;
- sprzęt i urządzenia do przechowywania produktów leczniczych i wyrobów medycznych;
- magazyn środków i sprzętu dezynfekcyjnego;
- zaplecze sanitarne i socjalne.